# U-Bahnhof Spichernstraße

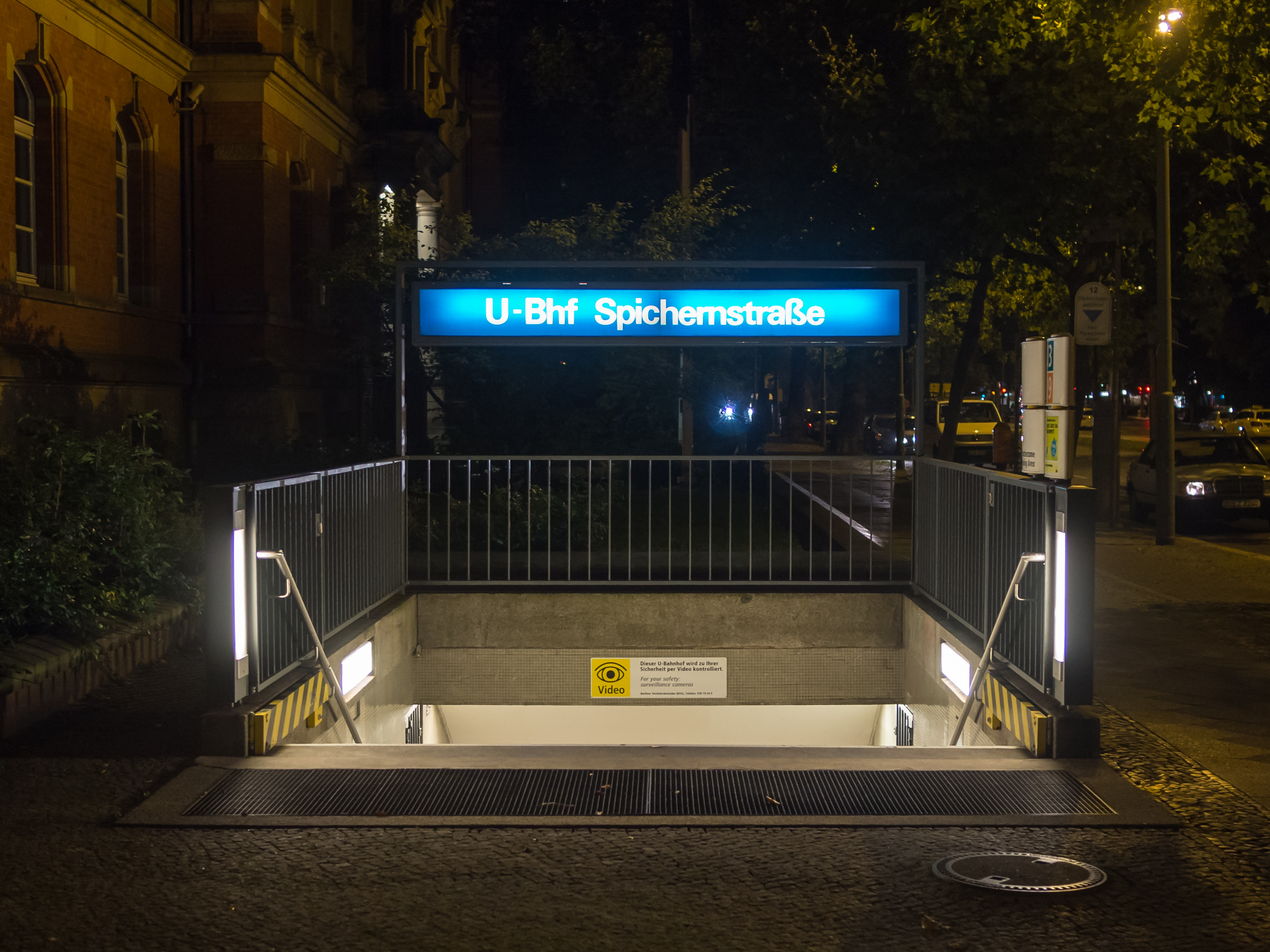
Bahnhofseingang an der Bundesallee

Der U-Bahnhof Spichernstraße ist eine Umsteigestation der Berliner U-Bahn-Linien U9 und U3 im Ortsteil Wilmersdorf des Bezirks Charlottenburg-Wilmersdorf. Sie wurde für die Linie U3 am 2. Juni 1959 und für die Linie U9 am 28. August 1961 eröffnet.
Im Bahnhofsverzeichnis der Berliner Verkehrsbetriebe trägt der Bahnhof die Bezeichnungen Sno (U3/oben) und Snu (U9/unten).

## Lage
Der Bahnsteig der Linie U9 befindet sich unter der Bundesallee, die beiden Seitenbahnsteige der Linie U3 unter der Spichernstraße.
Seit September 2020 sind alle Bahnsteige des U-Bahnhofs barrierefrei zugänglich. Bereits 2009 kündigte die BVG an, dass sowohl der Bahnsteig der U3 als auch der der U9 im Zeitraum von 2011 bis 2013 einen Aufzug erhalten sollten. Tatsächlich ging der erste Aufzug vom U3-Bahnsteig (Fahrtrichtung Wittenbergplatz) zur Oberfläche erst im Frühjahr 2020 in Betrieb. Der zweite Aufzug, der den anderen U3-Bahnsteig (Fahrtrichtung Krumme Lanke), den Bahnsteig der U9 und die Straßenebene miteinander verbindet, folgte im September des gleichen Jahres. Die Kosten beliefen sich auf ca. 4,5 Millionen Euro. Weiterhin erhielten alle Bahnsteige ein Blindenleitsystem, die Bahnsteige der U3 außerdem einen neuen Asphaltboden und der der U9 einen hellen Granitbelag. Voraussichtlich ab dem Frühjahr 2021 soll die Grundinstandsetzung der Station fortgesetzt werden, dann erfolgen umfangreiche Treppen- und Vorhallensanierungen.

## Namensgebung
Der U-Bahnhof ist nach der hier anliegenden Spichernstraße benannt, die wiederum nach den Spicherer Höhen, einem Höhenzug des mittleren Saartales südlich von Saarbrücken beim lothringischen Dorf Spichern, benannt ist, deren Erstürmung am 6. August 1870 durch Truppen des Norddeutschen Bundes bei der Schlacht bei Spichern den Weg nach Metz im Deutsch-Französischen Krieg freimachte und mit dem Sieg über Frankreich letztendlich die Deutsche Reichsgründung ermöglichte.

## Bahnhof der U9

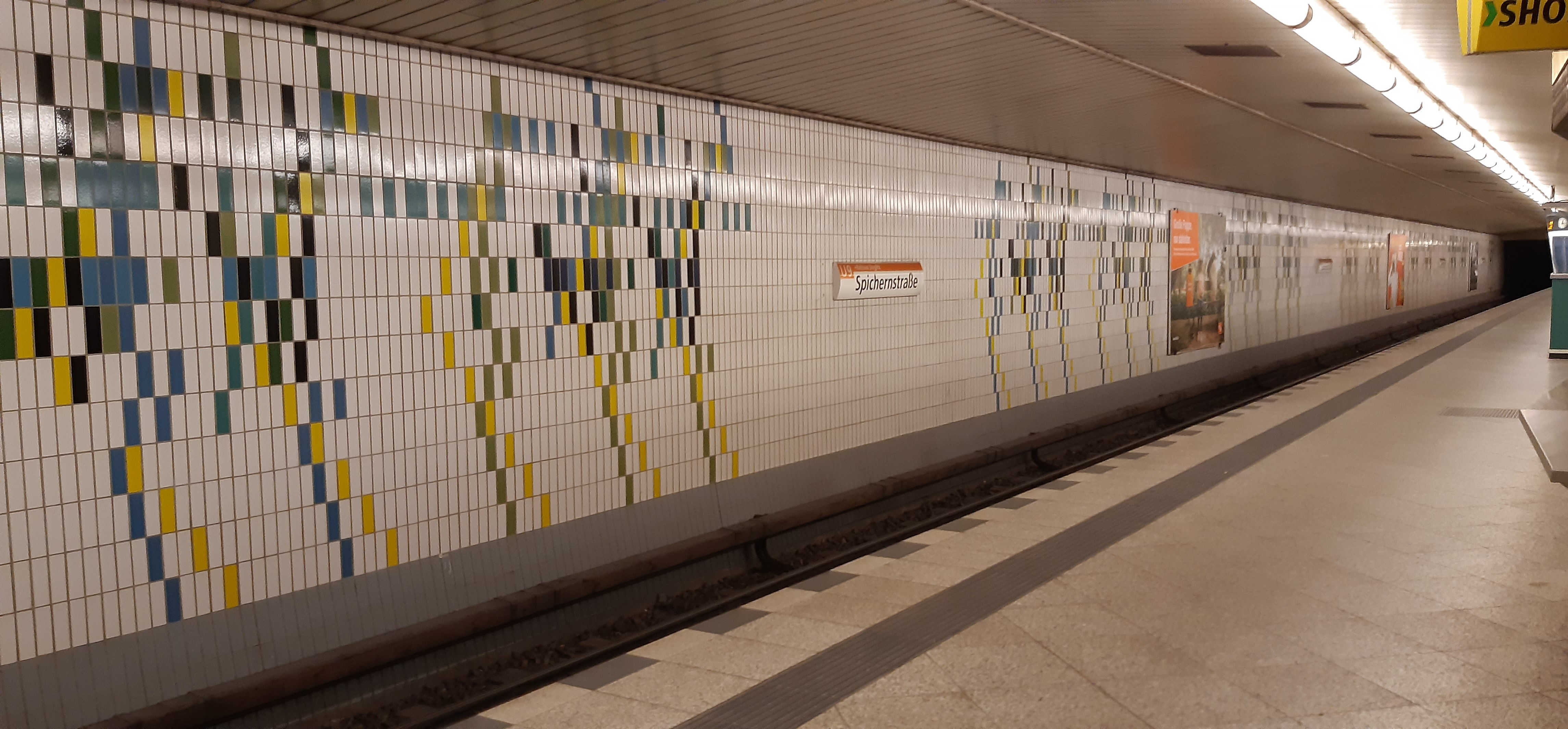
Bahnsteig der Linie U9

Der Bahnhof der Linie U9 – eröffnet als Spichernstraße (Bundesallee) – besitzt wie alle Stationen der ehemaligen Linie G einen 8,85 Meter breiten Mittelbahnsteig. An beiden Bahnsteigenden befinden sich Zugänge: Einer auf die Joachimsthaler Straße, der südliche führt über ein Vorhallen- und Gängesystem auch zu den beiden Seitenbahnsteigen der U3. Die Wände waren zum Eröffnungszeitpunkt hellblau gehalten, die sechseckigen Stützen dunkelblau bemalt. In den Vorhallen wurden graue Fliesen und Kleinmosaik in den Farben Rosa und Weiß sowie dunkelblaue Stützen verwendet. Der von Bruno Grimmek entworfene Bahnhof ist somit ein Standardbahnhof der damaligen Linie G.
Von 1961 bis 1971 war diese Station ein Endbahnhof, besaß allerdings keine Kehrgleise. Daher endeten die Züge damals am Bahnsteig. Um dies zu ermöglichen, war vor dem Bahnhof ein doppelter Gleiswechsel vorhanden, der bei der Gleiserneuerung in den 1980er Jahren entfernt wurde.

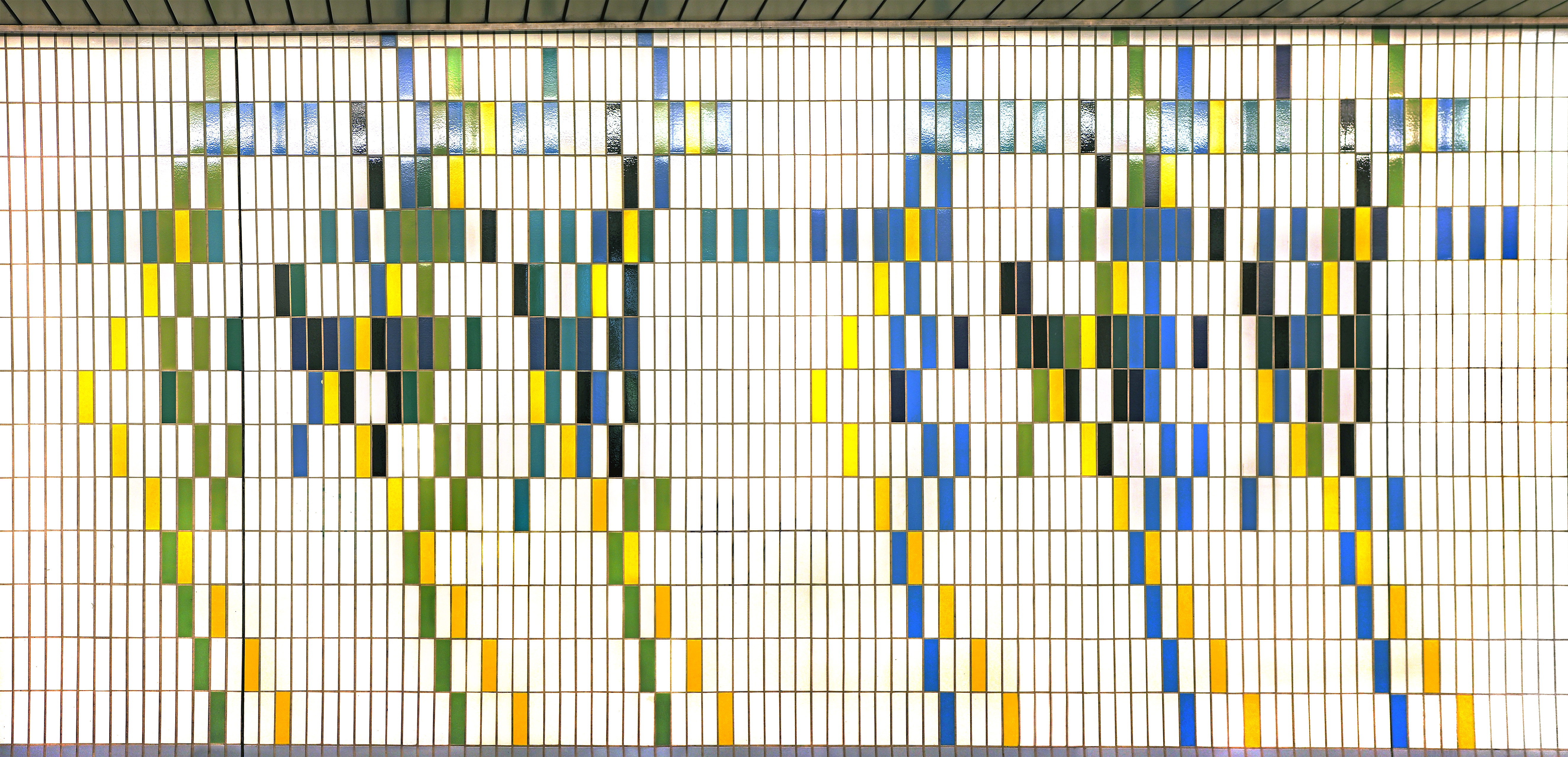
Klangpartitur an der Bahnhofswand

In den Jahren 1986/1987 wurden neue Wandfliesen montiert. Nach den Plänen von Gabriele Stirl wurden weiße Fliesen mit farbigen Mustern installiert, die die Partitur eines Musikstücks bilden und damit einen Hinweis auf das nahe dem Bahnhof gelegene Joachimsthalsche Gymnasium geben sollen, das weitgehend vom Fachbereich Musik der Universität der Künste genutzt wird.

## Bahnhof der U3

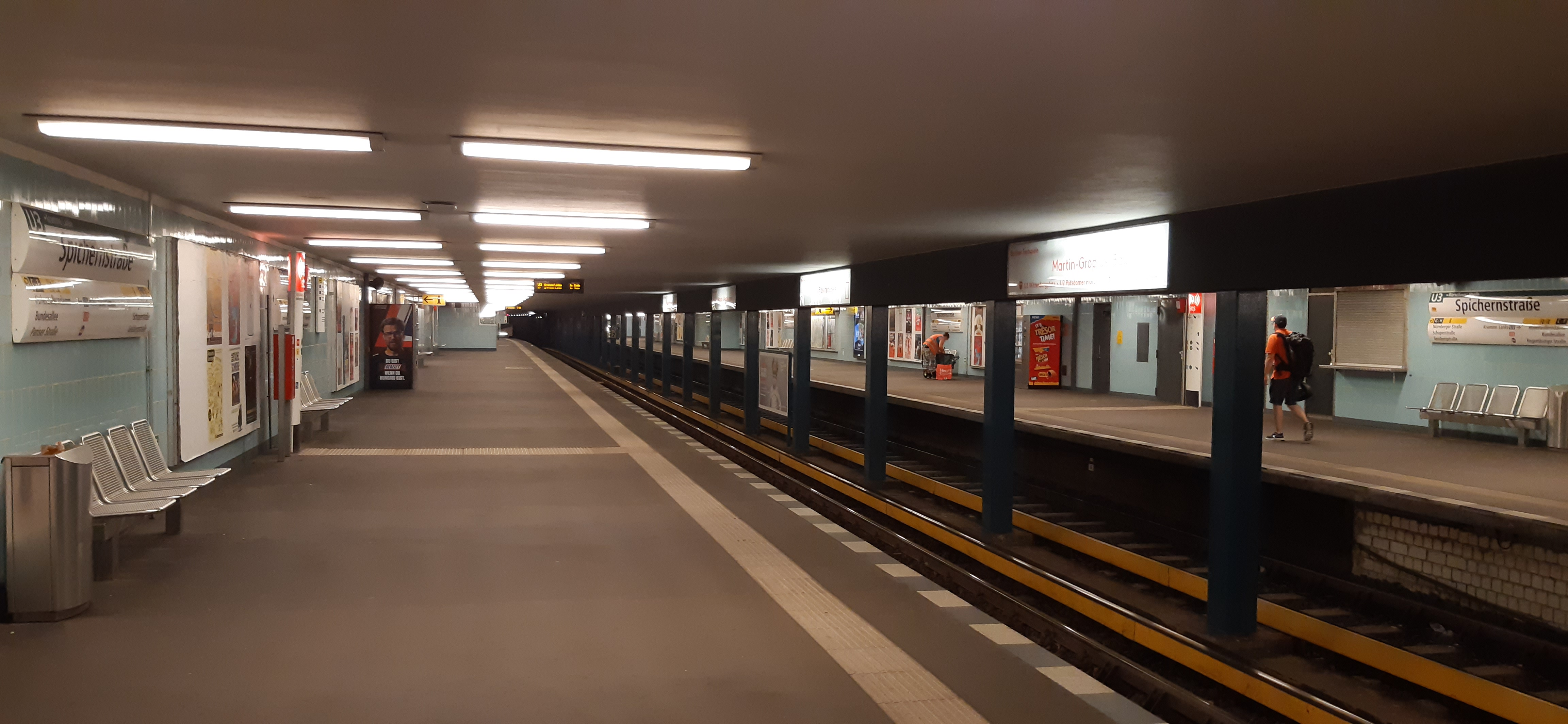
Seitenbahnsteige der Linie U3

Um das Umsteigen von den damaligen Linien AII/BII (heute: U3) zu der damals neugebauten Linie G (heute: U9) zu ermöglichen, wurden zwei Seitenbahnsteige errichtet. Da der damalige U-Bahnhof Nürnberger Platz sehr nahe gelegen war, wurde dieser am 2. Juni 1959 geschlossen und als Ersatz der U-Bahnhof Augsburger Straße neu gebaut. Der Bau war relativ einfach zu realisieren, da sich im Bereich des heutigen Bahnhofs zuvor eine zweigleisige Kehrgleisanlage befand, die zum Bahnhof Nürnberger Platz gehörte. So wurde der Zugverkehr über die Kehrgleise geführt, die alten Streckengleise wurden entfernt und an ihrer Stelle zwei Seitenbahnsteige errichtet.
Der Bahnhof erhielt Zugänge an beiden Bahnsteigenden. Der südliche Bereich wurde umfangreicher gestaltet, da dort der Übergang zur Linie U9 miterrichtet wurde. Um auch den Fahrgästen des östlichen Seitenbahnsteigs ein unterirdisches Umsteigen zu ermöglichen, wurde ein Fußgängertunnel unter den Gleisen angelegt, der die Seitenbahnsteige miteinander verbindet.

## Anbindung
| Linie | Verlauf |
| ----- | --- |
|       | Warschauer Straße – Schlesisches Tor – Görlitzer Bahnhof – Kottbusser Tor – Prinzenstraße – Hallesches Tor – Möckernbrücke – Gleisdreieck – Kurfürstenstraße – Nollendorfplatz – Wittenbergplatz – Augsburger Straße – Spichernstraße – Hohenzollernplatz – Fehrbelliner Platz – Heidelberger Platz – Rüdesheimer Platz – Breitenbachplatz – Podbielskiallee – Dahlem-Dorf – Freie Universität (Thielplatz) – Oskar-Helene-Heim – Onkel Toms Hütte – Krumme Lanke |
|       | Osloer Straße – Nauener Platz – Leopoldplatz – Amrumer Straße – Westhafen – Birkenstraße – Turmstraße – Hansaplatz – Zoologischer Garten – Kurfürstendamm – Spichernstraße – Güntzelstraße – Berliner Straße – Bundesplatz – Friedrich-Wilhelm-Platz – Walther-Schreiber-Platz – Schloßstraße – Rathaus Steglitz |

Am U-Bahnhof bestehen Umsteigemöglichkeiten zwischen den Linien U3 und U9 sowie zur Omnibuslinie 204 der BVG.